# Zavidince
Zavidince (szerbül Завидинце) egy falu Szerbiában, a Piroti körzetben, a Babušnicai községben.

## Népesség
- 1948-ban 1 369 lakosa volt.
- 1953-ban 1 419 lakosa volt.
- 1961-ben 1 335 lakosa volt.
- 1971-ben 1 119 lakosa volt.
- 1981-ben 926 lakosa volt.
- 1991-ben 714 lakosa volt
- 2002-ben 503 lakosa volt,[1] akik közül 488 szerb (97,01%), 11 roma, 1 bolgár és 3 ismeretlen.[2]